# Donorovyn Lkhümbengarav
Donorovyn Lkhümbengarav ou Donorov Lümbengarav - em mongol, Доноровын Лүмбэнгарав (Ulaanbaatar, 27 de janeiro de 1977) é um futebolista mongol. É o recordista de participações pela seleção de seu país, onde atua desde 2000.

## Carreira
Estreou em 1998, defendendo o Delger. Jogaria tambem por Bayangol, Mon-Uran, Khoromkhon, Erchim e Ulaanbaatar University, onde foi campeão nacional em 2009.
Desde 2016, atua pelo SelengePress, clube mantido pelos jornais da Mongólia.

## Seleção Mongol
Lkhümbengarav estreou pela Seleção Mongol em 2000, num amistoso contra o Uzbequistão, que venceu os Cavalos Vermelhos por 8 a 1.
Desde então, foram 35 jogos disputados e 8 gols marcados (é o maior artilheiro da equipe) - destes, 2 sobre Guam em 2003, e outros 2 sobre Macau, em 2009 e 2014.